# دودکاهدران
دودکاهدران (به انگلیسی: Dodecahedrane) یک ترکیب شیمیایی با شناسه پاب‌کم ۱۲۳۲۱۸ است.در سال 1982 لئو آ. پاکت و همکارانش موفق به سنتز این مولکول متقارن شدند. 